# Charles Vane (aristocraat)

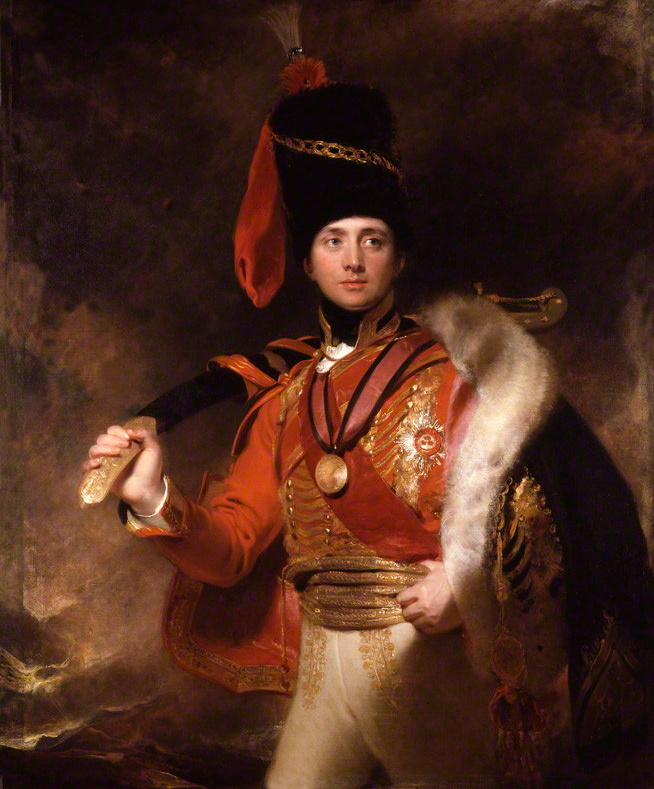
Charles Vane

Charles William Vane, Derde markies van Londonderry KG, GCB, GCH, PC (Dublin, 18 mei 1778 – 6 maart 1854) was een Brits aristocraat, militair en diplomaat. Hij volgde zijn halfbroer Robert in 1822 op als Markies van Londonderry maar was al sinds zijn verheffing in 1813 "Lord Stewart". Charles Vane was de overgrootvader van Winston Churchill.
Charles Vane was lid van het Ierse Lagerhuis en werd in 1807 onderstaatssecretaris van Oorlog. Hij vocht als cavalerie-officier onder Wellington in de Spaanse campagne tegen Napoleon. Charles Vane was een van de Britse gezanten op het Congres van Wenen.